# Zygoferus pubescens
Zygoferus pubescens là một loài bọ cánh cứng trong họ Cerambycidae.